# Віткув (Любуське воєводство)
Віткув (пол. Witków, нім. Wittgendorf) — село в Польщі, у гміні Шпротава Жаганського повіту Любуського воєводства.
Населення — 511 осіб (2011).
У 1975—1998 роках село належало до Зеленогурського воєводства.

## Демографія
Демографічна структура станом на 31 березня 2011 року:
|          | Загалом | Допрацездатний вік | Працездатний вік | Постпрацездатний вік |
| -------- | ------- | ------------------ | ---------------- | -------------------- |
| Чоловіки | 247     | 52                 | 171              | 24                   |
| Жінки    | 264     | 49                 | 156              | 59                   |
| Разом    | 511     | 101                | 327              | 83                   |